# PGC 4153
LEDA/PGC 4153 ist eine Spiralgalaxie vom Hubble-Typ Sb im Sternbild Fische auf der Ekliptik, die schätzungsweise 238 Millionen Lichtjahre von der Milchstraße entfernt ist. Sie ist Mitglied der 22 Galaxien zählenden NGC 452-Gruppe (LGG 18).
Im selben Himmelsareal befindet sich u. a. die Galaxie NGC 398 und NGC 399.
Die Supernovae SN 1961M und SN 2004ek (Typ II) wurden hier beobachtet.